# بطولة الأردن المختلطة المفتوحة للجولف
بطولة الأردن المختلطة المفتوحة للجولف (بالإنجليزية: Jordan Mixed Open)‏ هي بطولة جولف محترفة مقدمة من قبل شركة واحة أيلة للتطوير. ويشارك في البطولة لاعبين من جولة التحدي الأوروبية، وجولة ستاي شور، وجولة السيدات الأوروبية. تم عقد الحدث لأول مرة في أبريل 2019 في نادي أيلة للجولف في العقبة، الأردن.
في عام 2019، شارك 40 لاعبًا من جولة التحدي وجولة ستاي شور وجولة السيدات الأوروبية، بالإضافة إلى ثلاثة لاعبي غولف هواة محترفين. أقيمت البطولة على مدى 54 حفرة، مع تقليص عدد المشاركين بعد 36 حفرة، حيث خاض أفضل 60 لاعبًا ومشاركًا جولة النهائية. لعب لاعبو الجولات الثلاثة إلى نفس المواقع، ولكن من تيات (بالإنجليزية: tees)‏ مختلفة. لعب لاعبو جولة التحدي الأوروبية على مسافة تقدر بحوالي 7100 ياردة، في حين لعب لاعبو ستاي شور على مسافة تقدر بحوالي 6601 ياردة، ولعب لاعبو جولة السيدات الأوروبية على مسافة تقدر بحوالي 6139 ياردة. صنع 66 لاعبًا الحصة النهائية، 25 من جولة التحدي، 21 من جولة ستاي شور، و 19 محترفة من جولة السيدات الأوروبية، بالإضافة إلى أحد الهواة الثلاثة، إميلي ألبا بالترينييري.

## الفائزون
فاز دان هويزينج من جولة التحدي الأوروبية بالبطولة، متفوقًا بفارق ضربتين على ميغان ماكلارين.
| السنة | الفائز      | الدرجة | الجنسية |
| ----- | ----------- | ------ | ------- |
| 2019  | دان هويزينج | 200    | هولندا  |